# Fort von Ra's al-Hadd
Das Fort von Ra's al-Hadd (arabisch حصن رأس الحد, DMG Ḥiṣn Raʾs al-Ḥadd) ist ein Fort im gleichnamigen Ort im östlichsten Teil des Oman und dessen Region Dschanub asch-Scharqiyya. Heute stellt es eine wesentliche Touristenattraktion in der Region dar. Das Fort steht unter Denkmalschutz.

## Lage
Das Fort von Ra's al-Hadd liegt unweit des östlichsten Punkts des Omans, der in den Indischen Ozean ragt und den Eingang in den Golf von Oman darstellt. Das Fort selbst wurde auf einer Anhöhe errichtet, um den Schiffsverkehr entlang der Küste überwachen zu können und auch den Zugang zu den Canyons im Hadschar-Gebirge zu kontrollieren. Die Entfernung zu Sur, der wichtigsten Stadt der Region, beträgt 35 Kilometer.

## Geschichte
Das Fort wurde in der zweiten Hälfte des 16. Jahrhunderts, zwischen 1560 und 1590, durch lokale Stämme errichtet. Zu dieser Zeit war der Oman zum Teil durch die Portugiesen erobert worden. Später wurden die Portugiesen durch die Yaruba-Dynastie aus dem Oman vertrieben und die Region wurde Teil der Blütezeit des Sultanats ab der Mitte des 17. Jahrhunderts.
Das Fort wurde bisher zweimal durch die omanische Regierung renoviert, inklusive einer vollständigen Renovierung 1995.

## Anlage
Ra's al-Hadd besitzt eine Burg mit einem Grundriss von 16 Metern Länge und einer Breite von 13 Metern, mit drei Meter dicken Grundmauern, die aus Stein und Mörtel errichtet wurden. Das Tor des Forts ist 2,5 Meter hoch und drei Meter breit. Die Anlage besitzt zwei Türme, die durch eine Mauer miteinander verbunden sind. Der größere der beiden Türme fungiert als zentrales Bauwerk der Burg mit einer Höhe von 13 Metern und einem Durchmesser von sieben Metern.
Das Fort besitzt einige Räume wie einen Wartesaal, einen Raum für Madschlis zur Schlichtung von Disputen, sowie ein Gefängnis für die temporäre Inhaftierung von Personen. Daneben existieren Einrichtungen zur Abwehr von Feinden und zur Überwachung der Umgebung. Zur Infrastruktur des Forts gehören auch ein Munitionsdepot sowie eine Brunnenanlage.